# Daet
Daet is een gemeente in de Filipijnse provincie Camarines Norte op het eiland Luzon. Bij de laatste census in 2007 had de gemeente ruim 94 duizend inwoners.

## Geografie

### Bestuurlijke indeling
Daet is onderverdeeld in de volgende 25 barangays:
| - Alawihao - Awitan - Bagasbas - Barangay I - Barangay II - Barangay III - Barangay IV - Barangay V - Barangay VI - Barangay VII - Barangay VIII - Bibirao - Borabod | - Calasgasan - Camambugan - Cobangbang - Dogongan - Gahonon - Gubat - Lag-On - Magang - Mambalite - Mancruz - Pamorangon - San Isidro |

## Demografie
Daet had bij de census van 2007 een inwoneraantal van 94.184 mensen. Dit zijn 13.552 mensen (16,8%) meer dan bij de vorige census van 2000. De gemiddelde jaarlijkse groei komt daarmee uit op 2,17%, hetgeen hoger is dan het landelijk jaarlijks gemiddelde over deze periode (2,04%). Vergeleken met de census van 1995 is het aantal mensen met 19.843 (26,7%) toegenomen.

De bevolkingsdichtheid van Daet was ten tijde van de laatste census, met 94.184 inwoners op 46 km², 2047,5 mensen per km².

## Geboren in Daet
- Pablo Amorsolo (26 juni 1898), kunstschilder.